# Pseudocella karensis
Pseudocella karensis is een rondwormensoort uit de familie van de Leptosomatidae. De wetenschappelijke naam van de soort is voor het eerst geldig gepubliceerd in 1985 door Platonova.